# ジャック・プリラツキー
ジャック・プリラツキーまたはジャック・プレラツキー（Jack Prelutsky, 1940年9月8日 - ）は、ブルックリン出身の詩人である。
子供のために書かれた作品が多く、米国ではこれまでに70冊以上の作品が出版されている。
2006年から2008年まで、米国初の桂冠児童詩人（Children's Poet Laureate ）を務めた。

## 経歴
ジャック・プリラツキーは1940年9月8日、ニューヨーク州ブルックリンで、電気技師のチャールズと主婦のドロテアの間に生まれた。
幼少期に自宅アパートを焼く火災により家族を失うも、叔父のチャーリーにより救出される。
地元であるブロンクスの公立高校に進学するが、学校を毛嫌いし、また詩に格別の関心を寄せることもなかったと後に述懐している。
しかし彼が音楽の才能を持っていることに気づいた教師たちは、ハイスクール・オブ・ミュージック&アートに通うことを提案する。声楽を専攻し、ミュージカルにも参加した。
同校を1958年に卒業した後はハンター・カレッジに進学し、2年間、哲学や心理学を学ぶ。
しかしビート族に憧れて、2年で中退し、その後タクシー運転手や、家具の移動係、バスボーイ、陶芸家、木工職人、セールスマンなど、様々な仕事に従事する。
1960年代後半、彼はグリニッジ・ビレッジの書店とイジー・ヤングのフォークロア・センターで働き、ジャック・バラードという喫茶店で歌っていたが、ここでボブ・ディランと出会い、友人になる。
この頃趣味で描いた想像上の動物のイラストを見た友人からはニューヨークの出版社に送るように勧められ、イラストに合わせた詩を書く。
これが編集者であるスーザン・ハーシュマンの目に留まり、最初の著書である「庭のホリネズミとその他の動物の詩」（A Gopher in the Garden and Other Animal Poems）に掲載された。プリラツキーとハーシュマンのコンビは彼女が引退するまでの37年間続いた。
その後の作家活動において、70冊を超える詩集を執筆しており、数多くの子供向けアンソロジーを編纂した。
また自身の作品にメロディーを付け、ギターで演奏する活動を長年続けている。
彼の作品は合わせて 100 万部以上を売り上げ、多くの言語に翻訳されている。

## 受賞歴
1997年、アメリカ図書館協会の「注目すべき子供の録音」（ Notable Children's Recording）に「Monday's Troll」が選ばれた。
2006年、詩財団は、プリラツキーを桂冠児童詩人賞の初代受賞者に指名した。
2007年、ワシントン詩人協会はプリラツキーに生涯功労賞を授与した。
2007年、ワシントン州図書賞のスカンディウィッチ児童文学賞（Scandiuzzi Children's Book Award）の絵本部門に「Behold the Bold Umbrellaphant and Other Poems」が選ばれた。
2018年、「宿題！ああ、宿題！」がApple社のiPadの全国的なコマーシャルで取り上げられた。

## 作品
- 『A Gopher in the Garden and Other Animal Poems』illustrated by Robert Leydenfrost、1967年
- 『The Terrible Tiger』illustrated by Arnold Lobel、1970年
- 『Toucans Two and Other Poems』illustrated by José Aruego、1970年
- 『Circus』illustrated by Arnold Lobel、1974年
- 『Nightmares: Poems to Trouble Your Sleep』illustrated by Arnold Lobel、1976年
- 『It's Halloween』illustrated by Marylin Hafner、1977年
- 『The Mean Old Mean Hyena』illustrated by Arnold Lobel、1978年
- 『The Queen of Eene』illustrated by Victoria Chess、1978年
- 『Rainy Rainy Saturday』illustrated by Marilyn Hafner、1980年
- 『The Headless Horseman Rides Tonight: More Poems to Trouble Your Sleep』illustrated by Arnold Lobel、1980年
- 『It's Christmas』illustrated by Marylin Hafner、1981年
- 『It's Thanksgiving』illustrated by Marylin Hafner、1982年
- 『Kermit's Garden of Verses』illustrated by Bruce McNally、1982年
- 『The Baby Uggs Are Hatching』illustrated by James Stevenson、1982年
- 『It's Valentine's Day』illustrated by Yossi Abulafia、1983年
- 『Zoo Doings』illustrated by Paul O. Zelinsky、1983年
- 『The Random House Book of Poetry for Children』illustrated by Arnold Lobel、1983年
- 『It's Snowing! It's Snowing!』illustrated by Jeanne Titherington、1984年
- 『What I Did Last Summer』illustrated by Yossi Abulafia、1984年
- 『The New Kid on the Block』illustrated by James Stevenson、1984年
- 『Ride a Purple Pelican』illustrated by  Garth Williams、1984年
- 『My Parents Think I'm Sleeping』illustrated by Yossi Abulafia（英語版）、1985年
- 『Read Aloud-Rhymes for the Very Young』illustrated by Marc Brown、1986年
- 『Tyrannosaurus Was a Beast: Dinosaur Poems』illustrated by Arnold Lobel、1988年
- 『Beneath a Blue Umbrella』illustrated by Garth Williams、1990年
- 『Something BIG Has Been Here』illustrated by James Stevenson、1990年
- 『For Laughing Out Loud: Poems to Tickle Your Funnybone』illustrated by Marjorie Priceman（英語版）、1991年
- 『There'll Be a Slight Delay: and Other Poems for Grown-ups』illustrated by Jack Ziegler、1991年
- 『A. Nonny Mouse Writes Again!』illustrated by Marjorie Priceman、1993年
- 『The Dragons Are Singing Tonight』illustrated by  Peter Sís、1993年
- 『Monday's Troll』illustrated by Peter Sís、1996年
- 『A Pizza the Size of the Sun』illustrated by James Stevenson、1996年
- 『The Beauty of the Beast: Poems from the Animal Kingdom』illustrated by Meilo So、1997年
- 『Hooray for Diffendoofer Day!』with Dr. Seuss; illustrated by Lane Smith（英語版）、1998年
- 『Dog Days: Rhymes around the Year』illustrated by Dyanna Wolcott、1999年
- 『The Gargoyle on the Roof』illustrated by Peter Sís、1999年
- 『The 20th Century Children's Poetry Treasury』illustrated by Meilo So、1999年
- 『It's Raining Pigs and Noodles』illustrated by James Stevenson、2000年
- 『Awful Ogre's Awful Day』illustrated by Paul O. Zelinsky（英語版）、2001年
- 『The Frogs Wore Red Suspenders』illustrated by Petra Mathers（英語版）、2002年
- 『Scranimals』illustrated by Peter Sís、2002年
- 『If Not for the Cat』illustrated by Ted Rand（英語版）、2004年
- 『Wild Witches' Ball』illustrated by Kelly Ashbury、2004年
- 『Behold the Bold Umbrellaphant and Other Poems』illustrated by Carin Berger、2006年
- 『I'm Glad I'm Me: Poems About You』2006年
- 『What a Day It Was at School!』illustrated by Doug Cushman、2006年
- 『Good Sports: Rhymes about Running, Jumping, Throwing, and More』illustrated by Chris Raschka、2007年
- 『In Aunt Giraffe's Green Garden』illustrated by Petra Mathers、2007年
- 『Me I Am!』illustrated by Christine Davenier、2007年
- 『The Wizard』illustrated by Brandon Dorman、2007年
- 『Awful Ogre Running Wild』illustrated by Paul O. Zelinsky、2008年
- 『My Dog May Be a Genius』illustrated by James Stevenson、2008年
- 『Be Glad Your Nose Is on Your Face and Other Poems』illustrated by Brandon Dorman、2008年
- 『Pizza, Pigs, and Poetry: How to Write a Poem』2008年
- 『The Swamps of Sleethe: Stories from Beyond the Solar System』illustrated by Jimmy Pickering、2009年
- 『The Carnival of the Animals』illustrated by Mary GrandPré、2010年
- 『There's No Place Like School』illustrated by Jane Manning、2010年
- 『I've Lost My Hippopotamus』illustrated by Jackie Urbanovic、2012年
- 『Stardines Swim High Across the Sky and Other Poems』illustrated by Carin Berger、2013年
- 『The Silver Moon: Lullabies and Cradle Songs』illustrated by Jui Ishida、2013年

## 日本語訳された作品
- 『あべこべ世界の住人たち　ナンセンス・ヴァース・アンソロジー』佐々木マキ編・訳、筑摩書房、1991年（「アデレイド」が収録）
- 『ドラゴンたちは今夜もうたう』ピーター・シス絵、小野耕世訳、偕成社、1995年

## 逸話
子供時代から美声で知られ、10歳のころにはひとたび週末になると結婚式などのイベントに出演してほしいという多くの要望が寄せられていた。
メトロポリタン・オペラのコーラス・マスターから無料のレッスンの申し出を受けたこともあった。

## 参考資料
- 神宮輝夫編　『世界児童文学百科 現代編』　原書房、2005年、257頁。